# 白井烟嵓
白井 烟嵓（しらい えんがん、1894年2月8日 - 1976年1月19日）は、愛知県豊橋市出身の画家。

## 来歴
1894年（明治27年）2月8日、愛知県渥美郡花田村（現豊橋市）に白井徳平の二男として生まれた。本名は龍、字名は瀧司。従兄弟の白井永川から絵の手解きを受け、静古と号した。他に烟巌とも。1917年（大正6年）、南宗画家の松林桂月に師事し、烟嵓と号する。1920年（大正9年）第2回帝展に「幽栖」が初入選した。
1896年（明治29年）の日本南画院創設に参加し、日本南画院では理事も務めた。大正・昭和を通じて帝展、新文展、日展を中心に日本南画院展など団体展を舞台に活躍した。
1918年から1933年まで外海家と養子縁組していた時期があり、この期間は外海烟巖名義。1933年の第14回帝展以降は白井烟巖名義、1939年の新文展第3回展からは、白井烟嵓名義となる。
渡辺崋山顕彰の功績により田原町町政功労者としても表彰され、遺品は田原町（現田原市）に寄贈されている。

## 特記

### 画風
渡辺崋山、椿椿山（つばきちんざん）、野口幽谷（のぐちゆうこく）、松林桂月、白井烟嵓という画系の流れを引く崋山ゆかりの画家。写生をもととした、古雅な風趣のある画風を得意とする。
烟嵓の師である松林桂月は、墨を主体とする山水画の世界に身を置きながら、現代的な感覚を取り入れた、新たな可能性を追求していた。烟嵓もまた、師の画風を継承し、独自の画風を模索しながらダイナミックな作品を描き続けた。
烟嵓が編み出した技法には「白描水墨」がある。これは、油と水が反発する性質を利用して、対象を白く抜く技法で、晩年の作品である「陰文竹」などの後景に用いられ、独特な雰囲気を与えている。
崋山・椿山の画に影響を受けた画家を崋椿系と呼び、近代までの華椿系の流れを昭和の時代に引き継いた、現代につながる作家と言える。
2015年に豊橋市のギャラリーで行われた展覧会では「崋椿系南画」と紹介されている。

### 受賞歴
- 1920年（大正9年） - 第2回帝展「幽栖」初入選[10]
- 1949年（昭和24年） - 第5回日展「雲行雨施」特選[10]
- 1961年（昭和36年） - 第1回日本南画院「秀孤松」文部大臣賞[10]
- 1974年（昭和49年）10月10日 - 田原町表彰[11]

## 作品
- 「雨後」1962年（昭和37年）紙本墨、163.4×95.0、後素会展出品（豊橋市美術館蔵）[12]

- 「雲行雨施」1949年（昭和24年）紙本墨、額装、258.0×141.2、第5回日展特選（豊橋市美術館蔵）[13]
- 「秀孤松図」1973年（昭和48年）絹本墨、軸装、88.3×41.81[14]

## 著書
- 『東三河画人伝』、社団法人豊橋文化協会、1973年

### 新聞
- 「崋山先生の顕彰に貢献 白井烟嵓さん（80歳）」『広報たはら 第213号』1974年11月1日、2面。
- 中村晋也「華山の画風継ぐ最後画家 墨を生かした抜群の表現力 田原で白井烟嵓展」『東愛知新聞』2002年10月10日。
- 「9日から白井烟嵓展 田原町博物館」『東日新聞』2002年9月28日。
- 鈴木「歴史探訪クラブ 城宝寺 渡辺崋山霊牌堂」『広報たはら 平成31年1月号』、30面。